# Elecciones parlamentarias de Perú de 1985
Las elecciones parlamentarias de Perú de 1985 se llevaron a cabo el 14 de abril de 1985 para elegir a los representantes ante el Congreso de la República, compuesto por 180 escaños en la Cámara de Diputados representativos de 26 distritos electorales y 60 escaños en el Senado representativos de un distrito nacional único, en conjunto con la elección del presidente y vicepresidentes de la República para el periodo 1985-1990. Fueron convocadas por el presidente Fernando Belaúnde Terry mediante Decreto Supremo Nº 043-84-PCM (6 de julio de 1984).

## Sistema electoral
El Congreso de la República del Perú está concebido como un sistema bicameral imperfecto. Ambas cámaras mantienen la facultad legislativa pero la Cámara de Diputados tiene mayor poder legislativo que el Senado, con la atribución exclusiva de interpelar, censurar y negar confianza al presidente del Consejo de Ministros o a los ministros por separado. No obstante, el Senado posee algunas funciones exclusivas (aunque limitadas en número) no sujetas a la aprobación de la Cámara de Diputados.
La votación se realiza en base al sufragio universal, que comprende a todos los ciudadanos nacionales mayores de dieciocho años, empadronados y residentes en el país o en el extranjero y en pleno goce de sus derechos políticos. Para ser elegido diputado, es requerido ser peruano de nacimiento, haber cumplido veinticinco años y gozar del derecho de sufragio. Para ser elegido senador, es requerido ser peruano de nacimiento, haber cumplido treinta y cinco años y gozar del derecho de sufragio. Existe la reelección inmediata para el mismo cargo. Los candidatos a presidente y vicepresidentes de la República pueden postular a senador o diputado.
Para la Cámara de Diputados, se eligen 180 escaños mediante el método de la cifra repartidora con el método d'Hondt y una lista abierta con voto preferencial opcional. Los escaños se asignan a las circunscripciones, correspondientes a los departamentos del Perú, la provincia de Lima, las demás provincias del departamento de Lima y la provincia constitucional del Callao. Se asigna a cada circunscripción electoral un representante y se distribuye los escaños restantes en forma proporcional al número de electores, salvo la provincia de Lima, que escoge de manera fija a 40 diputados. Como resultado de la asignación antes mencionada, a cada circunscripción le correspondieron los siguientes escaños:
| Escaños | Distritos electorales                                       |
| ------- | ----------------------------------------------------------- |
| 40      | Lima                                                        |
| 11      | La Libertad, Piura                                          |
| 10      | Cajamarca, Junín                                            |
| 9       | Áncash, Arequipa, demás provincias del departamento de Lima |
| 8       | Cusco, Lambayeque, Puno                                     |
| 7       | Callao                                                      |
| 6       | Ica                                                         |
| 5       | Loreto                                                      |
| 4       | Ayacucho, Huánuco                                           |
| 3       | Amazonas, Apurímac, Huancavelica, San Martín                |
| 2       | Pasco, Tacna, Ucayali                                       |
| 1       | Madre de Dios, Moquegua, Tumbes                             |

Para el Senado, se eligen 60 escaños mediante el método de la cifra repartidora con el método d'Hondt y una lista abierta con voto preferencial opcional. Los escaños se asignan a las regiones, pero hasta su formación se elegirán mediante distrito electoral nacional único.

## Composición parlamentaria
Las siguientes tablas muestran la composición del Congreso de la República electo en 1980:
| Grupos parlamentarios | Grupos parlamentarios                                  | Partidos | Partidos | Esc. | Total |
| --------------------- | ------------------------------------------------------ | -------- | -------- | ---- | ----- |
|                       | Grupo Parlamentario Acción Popular                     |          | AP       | 98   | 98    |
|                       | Grupo Parlamentario Célula Parlamentaria Aprista       |          | APRA     | 37   | 37    |
|                       | Grupo Parlamentario Partido Popular Cristiano          |          | PPC      | 10   | 10    |
|                       | Grupo Parlamentario Izquierda Unida                    |          | UDP      | 3    | 7     |
|                       | Grupo Parlamentario Izquierda Unida                    | PCP      | 1        |      | 7     |
|                       | Grupo Parlamentario Izquierda Unida                    | PCP-PR   | 1        |      | 7     |
|                       | Grupo Parlamentario Izquierda Unida                    | PCR      | 1        |      | 7     |
|                       | Grupo Parlamentario Izquierda Unida                    | PSR      | 1        |      | 7     |
|                       | Grupo Parlamentario FRENATRACA                         |          | FNTC     | 4    | 4     |
|                       | Grupo Parlamentario Revolucionario de los Trabajadores |          | PRT      | 3    | 3     |

| Grupos parlamentarios | Grupos parlamentarios                                  | Partidos | Partidos | Esc. | Total |
| --------------------- | ------------------------------------------------------ | -------- | -------- | ---- | ----- |
|                       | Grupo Parlamentario Acción Popular                     |          | AP       | 26   | 26    |
|                       | Grupo Parlamentario Célula Parlamentaria Aprista       |          | APRA     | 18   | 18    |
|                       | Grupo Parlamentario Izquierda Unida                    |          | UDP      | 2    | 7     |
|                       | Grupo Parlamentario Izquierda Unida                    | PCP-PR   | 2        |      | 7     |
|                       | Grupo Parlamentario Izquierda Unida                    | PCP      | 1        |      | 7     |
|                       | Grupo Parlamentario Izquierda Unida                    | PSR      | 1        |      | 7     |
|                       | Grupo Parlamentario Izquierda Unida                    | FOCEP    | 1        |      | 7     |
|                       | Grupo Parlamentario Partido Popular Cristiano          |          | PPC      | 6    | 6     |
|                       | Grupo Parlamentario Revolucionario de los Trabajadores |          | PRT      | 2    | 2     |
|                       | Grupo Parlamentario FRENATRACA                         |          | FNTC     | 1    | 1     |

## Partidos y líderes
A continuación se muestra una lista de los principales partidos y alianzas electorales que participaron en las elecciones:
| Candidatura | Candidatura | Partidos y alianzas | Líderes | Líderes                  | Ideología                                             | Resultado previo | Resultado previo | Resultado previo | Resultado previo |
| Candidatura | Candidatura | Partidos y alianzas | Líderes | Líderes                  | Ideología                                             | Votos (%)        | Dip.             | Sen.             |                  |
| ----------- | ----------- | --- | ------- | ------------------------ | ----------------------------------------------------- | ---------------- | ---------------- | ---------------- | ---------------- |
|             | AP          | Lista - Acción Popular (AP) |         | Fernando Belaúnde Terry  | Humanismo Nacionalismo cívico Reformismo              | 39.56%           | 98               | 26               |                  |
|             | APRA        | Lista - Partido Aprista Peruano (APRA) – Partido Aprista Peruano (APRA) – Solidaridad y Democracia (SODE) – Democracia Cristiana (DC) |         | Alan García Pérez        | Aprismo                                               | 26.99%           | 58               | 18               |                  |
|             | IU          | Lista - Izquierda Unida (IU) – Frente Obrero Campesino Estudiantil y Popular (FOCEP) – Partido Comunista Peruano (PCP) – Partido Comunista Revolucionario (PCR) – Partido Socialista Revolucionario (PSR) – Partido Unificado Mariateguista (PÚM) – Unidad Democrático Popular (UDP) – Unión de Izquierda Revolucionaria (UNIR) |         | Alfonso Barrantes Lingán | Marxismo-leninismo Socialismo democrático Comunismo   | 14.13%           | 7                | 7                |                  |
|             | CODE        | Lista - Convergencia Democrática (CODE) – Partido Popular Cristiano (PPC) – Movimiento de Bases Hayistas (MBH) |         | Luis Bedoya Reyes        | Conservadurismo social Humanismo Democracia cristiana | 9.18%            | 10               | 6                |                  |
|             | IN          | Lista - Izquierda Nacionalista (IN) |         | Roger Cáceres Velásquez  | Nacionalismo de izquierda Tahuantinsuyismo            | 2.38%            | 4                | 1                |                  |

## Resultados

### Cámara de Diputados
| |                                                                                |              |              |              |         |         |
| Partidos y coaliciones | Partidos y coaliciones                                                         | Voto popular | Voto popular | Voto popular | Escaños | Escaños |
| Partidos y coaliciones | Partidos y coaliciones                                                         | Votos        | %            | ±pp          | Total   | +/−     |
| | Partido Aprista Peruano (APRA)                                                 | 2,946,356    | 50.03        | +23.00       | 107     | +49     |
| | Izquierda Unida (IU)1                                                          | 1,437,229    | 24.40        | +10.27       | 48      | +41     |
| | Convergencia Democrática (PPC–MBH)2                                            | 652,404      | 11.08        | +1.89        | 12      | +2      |
| | Acción Popular (AP)                                                            | 496,702      | 8.43         | –31.19       | 10      | –88     |
| | Izquierda Nacionalista (IN)3                                                   | 112,018      | 1.90         | –0.48        | 1       | –3      |
| | Frente Democrático de Unidad Nacional (FDUN)                                   | 62,588       | 1.06         | Nuevo        | 0       | ±0      |
| | Movimiento Cívico Nacional 7 de Junio (M7J)                                    | 24,865       | 0.42         | Nuevo        | 0       | ±0      |
| | Lista Independiente Movimiento de Interés Popular                              | 21,801       | 0.37         | Nuevo        | 1       | +1      |
| | Partido de Avanzada Nacional (PAN)                                             | 19,131       | 0.33         | Nuevo        | 0       | ±0      |
| | Partido Socialista del Perú (PSP)                                              | 18,865       | 0.32         | +0.07        | 0       | ±0      |
| | Partido Socialista de los Trabajadores (PST)4                                  | 16,425       | 0.28         | –3.62        | 0       | –3      |
| | Lista Independiente Movimiento Regionalista Loreto                             | 14,601       | 0.25         | n/a          | 0       | ±0      |
| | Partido Mariateguista para la Liberación Nacional (PMLN)                       | 11,188       | 0.19         | Nuevo        | 0       | ±0      |
| | Lista Independiente Movimiento Revolucionario Velasquista (Lima)               | 10,060       | 0.17         | n/a          | 0       | ±0      |
| | Lista Independiente Lista Democrática Junín                                    | 6,896        | 0.12         | n/a          | 0       | ±0      |
| | Lista Independiente Movimiento de Izquierda                                    | 4,677        | 0.08         | n/a          | 0       | ±0      |
| | Lista Independiente Frente Único de Junín                                      | 4,644        | 0.08         | n/a          | 0       | ±0      |
| | Lista Independiente Movimiento Revolucionario Velasquista (Puno)               | 3,937        | 0.07         | n/a          | 0       | ±0      |
| | Lista Independiente Movimiento Independiente Madre de Dios                     | 3,573        | 0.06         | n/a          | 1       | +1      |
| | Lista Independiente Frente Lambayecano Víctor Raúl                             | 2,280        | 0.04         | n/a          | 0       | ±0      |
| | Lista Independiente Concordancia de los Movimientos Independientes de Moquegua | 2,279        | 0.04         | n/a          | 0       | ±0      |
| | Lista Independiente Frente de Izquierda Revolucionario                         | 2,093        | 0.04         | n/a          | 0       | ±0      |
| | Lista Independiente Asociación de Vecinos del Cercado de Lima                  | 1,723        | 0.03         | n/a          | 0       | ±0      |
| | Lista Independiente Democracia Cristiana Pasqueña                              | 1,708        | 0.03         | n/a          | 0       | ±0      |
| | Lista Independiente Representación Independiente Ancashina                     | 1,353        | 0.02         | n/a          | 0       | ±0      |
| | Lista Independiente Movimiento Andino Revolucionario                           | 1,327        | 0.02         | n/a          | 0       | ±0      |
| | Lista Independiente Frente Revolucionario de Izquierda de Huánuco              | 1,281        | 0.02         | n/a          | 0       | ±0      |
| | Lista Independiente Frente de Defensa de la Constitución                       | 1,158        | 0.02         | n/a          | 0       | ±0      |
| | Lista Independiente Reivindicación Departamental Huancavelica                  | 1,032        | 0.02         | n/a          | 0       | ±0      |
| | Lista Independiente Movimiento Revolucionario Velasquista (Piura)              | 979          | 0.02         | n/a          | 0       | ±0      |
| | Lista Independiente Unidad Democrática Independiente                           | 935          | 0.02         | n/a          | 0       | ±0      |
| | Lista Independiente Avanzada Democrática Independiente                         | 812          | 0.01         | n/a          | 0       | ±0      |
| | Lista Independiente Movimiento Independiente por el Departamento de Cajamarca  | 776          | 0.01         | n/a          | 0       | ±0      |
| | Lista Independiente Movimiento Popular Huanuqueño                              | 581          | 0.01         | n/a          | 0       | ±0      |
| | Lista Independiente Frente Independiente Andino                                | 265          | 0.00         | n/a          | 0       | ±0      |
| | Lista Independiente Republicanos por el Plan Perú                              | 261          | 0.00         | n/a          | 0       | ±0      |
| | Lista Independiente Movimiento Andino Restaurador                              | 201          | 0.00         | n/a          | 0       | ±0      |
| | Lista Independiente Lista Diputados Piura                                      | 179          | 0.00         | n/a          | 0       | ±0      |
| | Lista Independiente Movimiento Regionalista del Oriente Peruano                | 132          | 0.00         | n/a          | 0       | ±0      |
| | Lista Independiente Juan Velasco Alvarado                                      | 124          | 0.00         | n/a          | 0       | ±0      |
| | Lista Independiente Movimiento de Lucha por la Justicia Social                 | 41           | 0.00         | n/a          | 0       | ±0      |
| |                                                                                |              |              |              |         |         |
| Total | Total                                                                          | 5,889,480    |              |              | 180     | ±0      |
| |                                                                                |              |              |              |         |         |
| Votos válidos | Votos válidos                                                                  | 5,889,480    | 87.71        | +9.33        |         |         |
| Votos en blanco | Votos en blanco                                                                | 450,771      | 6.71         | –1.22        |         |         |
| Votos nulos | Votos nulos                                                                    | 374,397      | 5.58         | –8.11        |         |         |
| Votos emitidos | Votos emitidos                                                                 | 6,714,648    | 80.99        | –0.17        |         |         |
| Abstenciones | Abstenciones                                                                   | 1,576,198    | 19.01        | +0.17        |         |         |
| Votantes registrados | Votantes registrados                                                           | 8,290,846    |              |              |         |         |
| |                                                                                |              |              |              |         |         |
| Fuente: |                                                                                |              |              |              |         |         |
| Notas al pie: 1 Comparado con los resultados de los partidos Unión de Izquierda Revolucionaria (UNIR), Unidad Democrático Popular (UDP), Unidad de Izquierda (UI) y el Frente Obrero Campesino Estudiantil y Popular (FOCEP) en las elecciones de 1980. 2 Comparado con los resultados del Partido Popular Cristiano (PPC) en las elecciones de 1980. 3 Comparado con los resultados del Frente Nacional de Trabajadores y Campesinos (FNTC) en las elecciones de 1980. 4 Comparado con los resultados del Partido Revolucionario de los Trabajadores en las elecciones de 1980. |                                                                                |              |              |              |         |         |
| Notas al pie: |                                                                                |              |              |              |         |         |
| 1 Comparado con los resultados de los partidos Unión de Izquierda Revolucionaria (UNIR), Unidad Democrático Popular (UDP), Unidad de Izquierda (UI) y el Frente Obrero Campesino Estudiantil y Popular (FOCEP) en las elecciones de 1980. 2 Comparado con los resultados del Partido Popular Cristiano (PPC) en las elecciones de 1980. 3 Comparado con los resultados del Frente Nacional de Trabajadores y Campesinos (FNTC) en las elecciones de 1980. 4 Comparado con los resultados del Partido Revolucionario de los Trabajadores en las elecciones de 1980.               |                                                                                |              |              |              |         |         |

| \| Voto popular \| Voto popular \| Voto popular \| Voto popular \| Voto popular \| \| -------------- \| -------------- \| ------------ \| ------------ \| ------------ \| \| \| \| \| \| \| \| APRA \| APRA \| \| 50.03 % \| 50.03 % \| \| IU \| IU \| \| 24.40 % \| 24.40 % \| \| CD \| CD \| \| 11.08 % \| 11.08 % \| \| AP \| AP \| \| 8.43 % \| 8.43 % \| \| IN \| IN \| \| 1.90 % \| 1.90 % \| \| Independientes \| Independientes \| \| 1.41 % \| 1.41 % \| \| Otros \| Otros \| \| 2.62 % \| 2.62 % \| |                |  |         |         |
| Voto popular |                |  |         |         |
| |                |  |         |         |
| APRA | APRA           |  | 50.03 % | 50.03 % |
| IU | IU             |  | 24.40 % | 24.40 % |
| CD | CD             |  | 11.08 % | 11.08 % |
| AP | AP             |  | 8.43 %  | 8.43 %  |
| IN | IN             |  | 1.90 %  | 1.90 %  |
| Independientes | Independientes |  | 1.41 %  | 1.41 %  |
| Otros | Otros          |  | 2.62 %  | 2.62 %  |

| \| Escaños \| Escaños \| Escaños \| Escaños \| Escaños \| \| -------------- \| -------------- \| ------- \| ------- \| ------- \| \| \| \| \| \| \| \| APRA \| APRA \| \| 59.44 % \| 59.44 % \| \| IU \| IU \| \| 26.67 % \| 26.67 % \| \| CD \| CD \| \| 6.67 % \| 6.67 % \| \| AP \| AP \| \| 5.55 % \| 5.55 % \| \| Independientes \| Independientes \| \| 1.11 % \| 1.11 % \| \| IN \| IN \| \| 0.56 % \| 0.56 % \| |                |  |         |         |
| Escaños |                |  |         |         |
| |                |  |         |         |
| APRA | APRA           |  | 59.44 % | 59.44 % |
| IU | IU             |  | 26.67 % | 26.67 % |
| CD | CD             |  | 6.67 %  | 6.67 %  |
| AP | AP             |  | 5.55 %  | 5.55 %  |
| Independientes | Independientes |  | 1.11 %  | 1.11 %  |
| IN | IN             |  | 0.56 %  | 0.56 %  |

### Senado
| |                                                               |              |              |              |         |         |
| Partidos y coaliciones | Partidos y coaliciones                                        | Voto popular | Voto popular | Voto popular | Escaños | Escaños |
| Partidos y coaliciones | Partidos y coaliciones                                        | Votos        | %            | ±pp          | Total   | +/−     |
| | Partido Aprista Peruano (APRA)                                | 3,099,795    | 51.28        | +23.67       | 32      | +14     |
| | Izquierda Unida (IU)1                                         | 1,521,461    | 25.17        | +7.48        | 15      | +6      |
| | Convergencia Democrática (PPC–MBH)2                           | 675,621      | 11.18        | +1.82        | 7       | +1      |
| | Acción Popular (AP)                                           | 492,056      | 8.14         | –32.77       | 5       | –21     |
| | Izquierda Nacionalista (IN)3                                  | 103,874      | 1.72         | –0.52        | 1       | ±0      |
| | Frente Democrático de Unidad Nacional (FUN)                   | 56,859       | 0.94         | Nuevo        | 0       | ±0      |
| | Partido de Avanzada Nacional (PAN)                            | 25,843       | 0.43         | Nuevo        | 0       | ±0      |
| | Lista Independiente Frente Agrícola Humanista Femenino (FAHF) | 17,540       | 0.29         | Nuevo        | 0       | ±0      |
| | Partido Socialista de los Trabajadores (PST)                  | 16,113       | 0.27         | Nuevo        | 0       | ±0      |
| | Movimiento Cívico Nacional 7 de Junio (M7J)                   | 15,126       | 0.25         | Nuevo        | 0       | ±0      |
| | Partido Socialista del Perú (PSP)                             | 12,991       | 0.22         | –0.06        | 0       | ±0      |
| | Partido Mariateguista para la Liberación Nacional (PMLN)      | 7,359        | 0.12         | Nuevo        | 0       | ±0      |
| |                                                               |              |              |              |         |         |
| | Expresidentes de la República4                                | —            | n/a          | n/a          | 2       | +1      |
| |                                                               |              |              |              |         |         |
| Total | Total                                                         | 6,044,638    |              |              | 62      | +1      |
| |                                                               |              |              |              |         |         |
| Votos válidos | Votos válidos                                                 | 6,044,638    | 83.87        | +5.23        |         |         |
| Votos en blanco | Votos en blanco                                               | 541,270      | 7.51         | –0.15        |         |         |
| Votos nulos | Votos nulos                                                   | 621,035      | 8.62         | –5.08        |         |         |
| Votos emitidos | Votos emitidos                                                | 7,206,943    | 86.93        | +5.35        |         |         |
| Abstenciones | Abstenciones                                                  | 1,134,791    | 13.07        | -5.35        |         |         |
| Votantes registrados | Votantes registrados                                          | 8,341,734    |              |              |         |         |
| |                                                               |              |              |              |         |         |
| Fuente: |                                                               |              |              |              |         |         |
| Notas al pie: 1 Comparado con los resultados de los partidos Unión de Izquierda Revolucionaria (PCP-PR–PCR–VR–FLN), Unidad Democrático Popular (UDP), Partido Revolucionario de los Trabajadores (PRT), Unidad de Izquierda (UI), el Frente Obrero Campesino Estudiantil y Popular (FOCEP) y Acción Política Socialista (APS) en las elecciones de 1980. 2 Comparado con los resultados del Partido Popular Cristiano (PPC) en las elecciones de 1980. 3 Comparado con los resultados del Frente Nacional de Trabajadores y Campesinos (Frenatraca) en las elecciones de 1980. 4 Conforme al artículo 166 de la Constitución de 1979 , los expresidentes José Luis Bustamante y Rivero y Fernando Belaúnde Terry ocuparon sus escaños como senadores vitalicios. |                                                               |              |              |              |         |         |
| Notas al pie: |                                                               |              |              |              |         |         |
| 1 Comparado con los resultados de los partidos Unión de Izquierda Revolucionaria (PCP-PR–PCR–VR–FLN), Unidad Democrático Popular (UDP), Partido Revolucionario de los Trabajadores (PRT), Unidad de Izquierda (UI), el Frente Obrero Campesino Estudiantil y Popular (FOCEP) y Acción Política Socialista (APS) en las elecciones de 1980. 2 Comparado con los resultados del Partido Popular Cristiano (PPC) en las elecciones de 1980. 3 Comparado con los resultados del Frente Nacional de Trabajadores y Campesinos (Frenatraca) en las elecciones de 1980. 4 Conforme al artículo 166 de la Constitución de 1979, los expresidentes José Luis Bustamante y Rivero y Fernando Belaúnde Terry ocuparon sus escaños como senadores vitalicios.                |                                                               |              |              |              |         |         |

| \| Voto popular \| Voto popular \| Voto popular \| Voto popular \| Voto popular \| \| ------------ \| ------------ \| ------------ \| ------------ \| ------------ \| \| \| \| \| \| \| \| APRA \| APRA \| \| 51.28 % \| 51.28 % \| \| IU \| IU \| \| 25.17 % \| 25.17 % \| \| CD \| CD \| \| 11.18 % \| 11.18 % \| \| AP \| AP \| \| 8.14 % \| 8.14 % \| \| IN \| IN \| \| 1.72 % \| 1.72 % \| \| Otros \| Otros \| \| 2.51 % \| 2.51 % \| |       |  |         |         |
| Voto popular |       |  |         |         |
| |       |  |         |         |
| APRA | APRA  |  | 51.28 % | 51.28 % |
| IU | IU    |  | 25.17 % | 25.17 % |
| CD | CD    |  | 11.18 % | 11.18 % |
| AP | AP    |  | 8.14 %  | 8.14 %  |
| IN | IN    |  | 1.72 %  | 1.72 %  |
| Otros | Otros |  | 2.51 %  | 2.51 %  |

| \| Escaños \| Escaños \| Escaños \| Escaños \| Escaños \| \| ------- \| ------- \| ------- \| ------- \| ------- \| \| \| \| \| \| \| \| APRA \| APRA \| \| 53.33 % \| 53.33 % \| \| IU \| IU \| \| 25.00 % \| 25.00 % \| \| CD \| CD \| \| 11.67 % \| 11.67 % \| \| AP \| AP \| \| 8.33 % \| 8.33 % \| \| IN \| IN \| \| 1.67 % \| 1.67 % \| |      |  |         |         |
| Escaños |      |  |         |         |
| |      |  |         |         |
| APRA | APRA |  | 53.33 % | 53.33 % |
| IU | IU   |  | 25.00 % | 25.00 % |
| CD | CD   |  | 11.67 % | 11.67 % |
| AP | AP   |  | 8.33 %  | 8.33 %  |
| IN | IN   |  | 1.67 %  | 1.67 %  |

## Representantes electos
En negrita los diputados y senadores que han sido reelegidos. 

### Diputados
| Distrito electoral | Escaños | Diputados electos                                    | Partido                                | Votos  |
| ------------------ | ------- | ---------------------------------------------------- | -------------------------------------- | ------ |
| Amazonas           | 3       | Neil Moisés Román Flores                             | Partido Aprista Peruano                | 11,032 |
| Amazonas           | 3       | César Augusto Olano Aguilar                          | Partido Aprista Peruano                | 5,805  |
| Amazonas           | 3       | Eduardo Peláez Bardales                              | Partido Aprista Peruano                | 5,378  |
| Áncash             | 9       | Juan Gualberto Valdivia Romero                       | Partido Aprista Peruano                | 22,430 |
| Áncash             | 9       | Alejandro Ponce Rodríguez                            | Partido Aprista Peruano                | 17,085 |
| Áncash             | 9       | Freddy Alberto Ghilardi Álvarez                      | Partido Aprista Peruano                | 14,842 |
| Áncash             | 9       | Zózimo Vicuña Vidal                                  | Partido Aprista Peruano                | 9,915  |
| Áncash             | 9       | Luis Gabriel Heysen Zegarra                          | Partido Aprista Peruano                | 7,092  |
| Áncash             | 9       | Ricardo Felix Ramírez Cuentas                        | Partido Aprista Peruano                | 6,331  |
| Áncash             | 9       | William Daniel Lescano Llaury                        | Partido Aprista Peruano                | 5,128  |
| Áncash             | 9       | Manuel Augusto Cortez Fernández                      | Izquierda Unida                        | 8,385  |
| Áncash             | 9       | Jorge Elías Baca Luna                                | Izquierda Unida                        | 14,348 |
| Apurímac           | 3       | Rómulo Augusto Tello Valdivia                        | Partido Aprista Peruano                | 7,214  |
| Apurímac           | 3       | Eliseo Román Pimentel                                | Partido Aprista Peruano                | 3,344  |
| Apurímac           | 3       | Maximiliano Camacho Quispe                           | Izquierda Unida                        | 5,392  |
| Arequipa           | 9       | Segundo Félix Villafuerte Pacheco                    | Izquierda Unida                        | 16,825 |
| Arequipa           | 9       | Justiniano Rómulo Apaza Ordóñez                      | Izquierda Unida                        | 9,216  |
| Arequipa           | 9       | Elard Alfredo Barrionuevo Machicao                   | Izquierda Unida                        | 8,368  |
| Arequipa           | 9       | Salomé Vladimiro Begazo Begazo                       | Izquierda Unida                        | 8,273  |
| Arequipa           | 9       | Daniel Ernesto Vera Ballón                           | Partido Aprista Peruano                | 9,204  |
| Arequipa           | 9       | Óscar Octavio Zubizarreta Aranda                     | Partido Aprista Peruano                | 8,889  |
| Arequipa           | 9       | Emilio Suárez Galdós                                 | Partido Aprista Peruano                | 8,213  |
| Arequipa           | 9       | José Fermín Jiménez Mostajo                          | Convergencia Democrática               | 5,485  |
| Arequipa           | 9       | Pedro Glicerio Villa Durand                          | Acción Popular                         | 5,345  |
| Ayacucho           | 4       | Germán Máximo Medina Oriundo                         | Izquierda Unida                        | 21,706 |
| Ayacucho           | 4       | Jorge Alberto Tincopa Calle                          | Izquierda Unida                        | 14,206 |
| Ayacucho           | 4       | Carlos Jesús Cappelletti Cisneros                    | Partido Aprista Peruano                | 13,650 |
| Ayacucho           | 4       | Alberto Darío Valencia Cárdenas                      | Partido Aprista Peruano                | 12,121 |
| Cajamarca          | 10      | Segundo Daniel Idrogo Benavides                      | Izquierda Unida                        | 13,471 |
| Cajamarca          | 10      | José Hipólito Manosalva Cruzado                      | Izquierda Unida                        | 7,404  |
| Cajamarca          | 10      | Carlos Justo Serapio Rivas Dávila                    | Partido Aprista Peruano                | 11,436 |
| Cajamarca          | 10      | Víctor Arturo de los Ríos Delgado                    | Partido Aprista Peruano                | 7,886  |
| Cajamarca          | 10      | Víctor Manuel Noriega Toledo                         | Partido Aprista Peruano                | 7,875  |
| Cajamarca          | 10      | José Risieri Cervera Gutiérrez                       | Partido Aprista Peruano                | 6,256  |
| Cajamarca          | 10      | José Alejandro Chávez Pereyra                        | Partido Aprista Peruano                | 6,157  |
| Cajamarca          | 10      | Elmo Norman Palacios Gutiérrez                       | Partido Aprista Peruano                | 5,090  |
| Cajamarca          | 10      | Parcemón Jiménez Ruíz                                | Partido Aprista Peruano                | 4,772  |
| Cajamarca          | 10      | Segundo A. Barrón Fernández                          | Acción Popular                         | 4,268  |
| Callao             | 7       | Gerardo Raúl Vizcardo Otazo                          | Partido Aprista Peruano                | 22,916 |
| Callao             | 7       | Enrique Wong Pujada                                  | Partido Aprista Peruano                | 21,737 |
| Callao             | 7       | Julio César Raygada Reyes                            | Partido Aprista Peruano                | 12,218 |
| Callao             | 7       | Javier Augusto Labarthe Correa                       | Partido Aprista Peruano                | 9,832  |
| Callao             | 7       | Rómulo de la Cruz Azabache                           | Partido Aprista Peruano                | 8,129  |
| Callao             | 7       | Héctor Raúl Marisca Villarán                         | Convergencia Democrática               | 7,339  |
| Callao             | 7       | Fernando Rafael Sánchez Albavera                     | Izquierda Unida                        | 6,995  |
| Cusco              | 8       | Ezequiel Quispe Salas                                | Partido Aprista Peruano                | 17,525 |
| Cusco              | 8       | Jorge Rubén Sánchez Farfán                           | Partido Aprista Peruano                | 7,948  |
| Cusco              | 8       | Regulo Mujica Jerí Ochoa                             | Partido Aprista Peruano                | 6,526  |
| Cusco              | 8       | Teresa Ochoa Flores de Paliza                        | Partido Aprista Peruano                | 5,979  |
| Cusco              | 8       | Tany Arístides Valer Lopera                          | Izquierda Unida                        | 17,148 |
| Cusco              | 8       | Julio Sergio Castro Gómez                            | Izquierda Unida                        | 15,692 |
| Cusco              | 8       | Haydee Friñé Peña Castro-Cuba                        | Izquierda Unida                        | 10,682 |
| Cusco              | 8       | Jesús Roberto Rojas Grajeda                          | Izquierda Unida                        | 7,311  |
| Huancavelica       | 3       | Tasiano Modesto Girón Rojas                          | Izquierda Unida                        | 6,448  |
| Huancavelica       | 3       | Andrés Loayza Romaní                                 | Izquierda Unida                        | 5,092  |
| Huancavelica       | 3       | Alejandro Herrera Valdez                             | Partido Aprista Peruano                | 6,349  |
| Huánuco            | 4       | Héctor Jesús Huerto Milla                            | Partido Aprista Peruano                | 14,803 |
| Huánuco            | 4       | Gerardo Javier Bailón Ariza                          | Partido Aprista Peruano                | 12,271 |
| Huánuco            | 4       | Joffré Fernández Valdivieso                          | Partido Aprista Peruano                | 8,391  |
| Huánuco            | 4       | Edmundo Panay Lazo                                   | Izquierda Unida                        | 10,181 |
| Ica                | 6       | Fernando León de Vivero                              | Partido Aprista Peruano                | 14,002 |
| Ica                | 6       | José Luis Oliva Sotelo                               | Partido Aprista Peruano                | 12,313 |
| Ica                | 6       | Nicanor Segundo Asmat Vega                           | Partido Aprista Peruano                | 12,145 |
| Ica                | 6       | Carlos Isidro Medrano Arancibia                      | Partido Aprista Peruano                | 9,368  |
| Ica                | 6       | Julio Renán Raffo Muñoz                              | Izquierda Unida                        | 12,566 |
| Ica                | 6       | César Ricardo Larrabure Gálvez                       | Convergencia Democrática               | 6,088  |
| Junín              | 10      | Alejandro Olivera Vila                               | Izquierda Unida                        | 25,714 |
| Junín              | 10      | Lorenzo Romero Pérez                                 | Izquierda Unida                        | 15,843 |
| Junín              | 10      | Jesús Clímaco Palacios Córdova                       | Izquierda Unida                        | 26,378 |
| Junín              | 10      | Jorge Elías Espinoza Rosales                         | Izquierda Unida                        | 7,725  |
| Junín              | 10      | Abdón Amador Vílchez Melo                            | Partido Aprista Peruano                | 15,599 |
| Junín              | 10      | Enrique Chipoco Tovar                                | Partido Aprista Peruano                | 8,906  |
| Junín              | 10      | Eudoro Terrones Negrete                              | Partido Aprista Peruano                | 8,164  |
| Junín              | 10      | Moisés Tambini del Valle                             | Partido Aprista Peruano                | 8,077  |
| Junín              | 10      | José Aurelio Navarro Rodríguez                       | Convergencia Democrática               | 4,371  |
| Junín              | 10      | Víctor Vicente Alfaro de la Peña                     | Acción Popular                         | 3,654  |
| La Libertad        | 11      | Luis Juan Alva Castro                                | Partido Aprista Peruano                | 66,566 |
| La Libertad        | 11      | Víctor Raúl Carranza Mariños                         | Partido Aprista Peruano                | 28,592 |
| La Libertad        | 11      | Víctor Raúl Lozano Ibáñez                            | Partido Aprista Peruano                | 22,063 |
| La Libertad        | 11      | Cristóbal Manuel María Campana Delgado               | Partido Aprista Peruano                | 15,668 |
| La Libertad        | 11      | Wilber Plascencia Pichén                             | Partido Aprista Peruano                | 13,909 |
| La Libertad        | 11      | Luis Fernando Pilco Deza                             | Partido Aprista Peruano                | 13,533 |
| La Libertad        | 11      | Nelly Hortencia Alvarado Ruiz de Sarmiento           | Partido Aprista Peruano                | 11,448 |
| La Libertad        | 11      | Ana María Angelats Quiroz de Gonzales                | Partido Aprista Peruano                | 11,300 |
| La Libertad        | 11      | Norman Olmedo Arellano Lozano                        | Partido Aprista Peruano                | 8,218  |
| La Libertad        | 11      | César Augusto Merino Jaramillo                       | Partido Aprista Peruano                | 6,473  |
| La Libertad        | 11      | Óscar Enrique Felipe Ventura                         | Izquierda Unida                        | 10,317 |
| Lambayeque         | 8       | Alfredo Montenegro Oliva                             | Partido Aprista Peruano                | 17,530 |
| Lambayeque         | 8       | Leonardo Rafael Cevallos Pérez                       | Partido Aprista Peruano                | 17,509 |
| Lambayeque         | 8       | Flavio Miguel Núñez Ízaga                            | Partido Aprista Peruano                | 15,569 |
| Lambayeque         | 8       | Javier Eduardo Bless Bustamante                      | Partido Aprista Peruano                | 10,472 |
| Lambayeque         | 8       | César Ricardo Limo Quiñones                          | Partido Aprista Peruano                | 12,893 |
| Lambayeque         | 8       | Bernardino Céspedes Pérez                            | Partido Aprista Peruano                | 8,093  |
| Lambayeque         | 8       | Yehude Simon Munaro                                  | Izquierda Unida                        | 28,093 |
| Lambayeque         | 8       | Duberlí Apolimar Rodríguez Tineo                     | Izquierda Unida                        | 16,100 |
| Lima               | 40      | Luis Alberto Negreiros Criado                        | Partido Aprista Peruano                | 95,245 |
| Lima               | 40      | Isaac Alfredo Barnechea García                       | Partido Aprista Peruano                | 61,267 |
| Lima               | 40      | Remigio Morales-Bermúdez Pedraglio                   | Partido Aprista Peruano                | 49,164 |
| Lima               | 40      | Mercedes Cabanillas Bustamante                       | Partido Aprista Peruano                | 46,354 |
| Lima               | 40      | Carlos Roca Cáceres                                  | Partido Aprista Peruano                | 37,325 |
| Lima               | 40      | Aurelio Eduardo Loret de Mola Böhme                  | Partido Aprista Peruano                | 32,79  |
| Lima               | 40      | Manuel Ángel del Pomar Cárdenas                      | Partido Aprista Peruano                | 24,650 |
| Lima               | 40      | José Miguel Cavero-Egúsquiza Saavedra                | Partido Aprista Peruano                | 24,403 |
| Lima               | 40      | Carlos Moisés Blancas Bustamante                     | Partido Aprista Peruano                | 21,948 |
| Lima               | 40      | Ilda María Urízar Peroni de Arias                    | Partido Aprista Peruano                | 21,697 |
| Lima               | 40      | Benjamín Madueño Yansey                              | Partido Aprista Peruano                | 17,916 |
| Lima               | 40      | José Augusto Barba Caballero                         | Partido Aprista Peruano                | 16,070 |
| Lima               | 40      | Rosa Bertha Gonzales-Posada Eyzaguirre               | Partido Aprista Peruano                | 15,814 |
| Lima               | 40      | Leonidas Manuel Vélez Gonzales                       | Partido Aprista Peruano                | 14,495 |
| Lima               | 40      | Carlos Alberto Franco Ballester                      | Partido Aprista Peruano                | 13,177 |
| Lima               | 40      | Rómulo Augusto León Alegría                          | Partido Aprista Peruano                | 11,869 |
| Lima               | 40      | Óscar Rolando Morales Vega                           | Partido Aprista Peruano                | 10,302 |
| Lima               | 40      | Wilbert Bendezú Carpio                               | Partido Aprista Peruano                | 9,566  |
| Lima               | 40      | Luis Alfredo Alvarado Contreras                      | Partido Aprista Peruano                | 9,511  |
| Lima               | 40      | Walter Cuestas Díaz                                  | Partido Aprista Peruano                | 9,409  |
| Lima               | 40      | Pablo Norberto Li Ormeño                             | Partido Aprista Peruano                | 9,398  |
| Lima               | 40      | Agustín Haya de la Torre de la Rosa                  | Izquierda Unida                        | 69,158 |
| Lima               | 40      | César Antonio Barrera Bazán                          | Izquierda Unida                        | 54,423 |
| Lima               | 40      | Manuel Enrique Ernesto Dammert Ego-Aguirre           | Izquierda Unida                        | 40,123 |
| Lima               | 40      | Gustavo Espinoza Montesinos                          | Izquierda Unida                        | 32,277 |
| Lima               | 40      | Manuel Germán Benza Pflücker                         | Izquierda Unida                        | 23,139 |
| Lima               | 40      | Guillermo Herrera Montesinos                         | Izquierda Unida                        | 18,879 |
| Lima               | 40      | José Luis Alvarado Bravo                             | Izquierda Unida                        | 17,361 |
| Lima               | 40      | José Jacinto Yrala del Castillo                      | Izquierda Unida                        | 16,961 |
| Lima               | 40      | Carlos Enrique Tapia García                          | Izquierda Unida                        | 16,516 |
| Lima               | 40      | Manuel Eduardo Jorge Piqueras Luna                   | Izquierda Unida                        | 15,279 |
| Lima               | 40      | Francisco Ernesto Diez-Canseco Távara                | Convergencia Democrática               | 86,886 |
| Lima               | 40      | Enrique Elías Laroza                                 | Convergencia Democrática               | 40,985 |
| Lima               | 40      | Roberto Ramírez del Villar Beaumont                  | Convergencia Democrática               | 33,811 |
| Lima               | 40      | Alberto Alfonso Borea Odría                          | Convergencia Democrática               | 26,002 |
| Lima               | 40      | Javier Alfonso Bedoya de Vivanco                     | Convergencia Democrática               | 20,073 |
| Lima               | 40      | Celso Américo Sotomarino Chávez                      | Convergencia Democrática               | 18,298 |
| Lima               | 40      | Luis Fernando Olivera Vega                           | Convergencia Democrática               | 5,048  |
| Lima               | 40      | Carlos Aureo Zegarra Pinedo                          | Acción Popular                         | 19,673 |
| Lima               | 40      | Juan Francisco Mariano Fausto Gerardo Belaúnde Terry | Acción Popular                         | 12,860 |
| Lima Provincias    | 9       | Pablo Humberto Arenas Velásquez                      | Partido Aprista Peruano                | 10,289 |
| Lima Provincias    | 9       | Héctor Vargas Haya                                   | Partido Aprista Peruano                | 10,236 |
| Lima Provincias    | 9       | Paul Palmiro Caro Gamarra                            | Partido Aprista Peruano                | 8,990  |
| Lima Provincias    | 9       | María Magdalena Colán Villegas                       | Partido Aprista Peruano                | 7,072  |
| Lima Provincias    | 9       | Ricardo Bejamín Ibáñez Orellana                      | Partido Aprista Peruano                | 6,291  |
| Lima Provincias    | 9       | Efraín Pablo Vásquez Barreda                         | Izquierda Unida                        | 6,898  |
| Lima Provincias    | 9       | Marcial Gonzales Paz                                 | Izquierda Unida                        | 5,818  |
| Lima Provincias    | 9       | Víctor Andrés García Belaúnde                        | Acción Popular                         | 4,345  |
| Lima Provincias    | 9       | José Emilio Pinasco Elguera                          | Convergencia Democrática               | 3,909  |
| Loreto             | 5       | Antonio D'Onadio Lagrotte                            | Izquierda Unida                        | 19,301 |
| Loreto             | 5       | Orisón Armando Pardo Matos                           | Partido Aprista Peruano                | 19,047 |
| Loreto             | 5       | César Alejandro Zumaeta Flores                       | Partido Aprista Peruano                | 13,595 |
| Loreto             | 5       | Juan Remigio Saldaña Rojas                           | Partido Aprista Peruano                | 6,512  |
| Loreto             | 5       | Ramón Ruiz Hidalgo                                   | Acción Popular                         | 9,136  |
| Madre de Dios      | 1       | Simón Gonzalo Horna Mejía                            | Movimiento Independiente Madre de Dios | 3,573  |
| Moquegua           | 1       | María Cristala Constantinides Rosado de Rodriguez    | Izquierda Unida                        | 16,545 |
| Pasco              | 2       | Luis Alberto Aguilar Cajahuamán                      | Partido Aprista Peruano                | 9,019  |
| Pasco              | 2       | David Salvio de la Sota Atahuamán                    | Izquierda Unida                        | 6,838  |
| Piura              | 11      | Domingo Riqueros Durand                              | Partido Aprista Peruano                | 20,640 |
| Piura              | 11      | Sixto Aguilar Arica                                  | Partido Aprista Peruano                | 13,564 |
| Piura              | 11      | José Carlos Carrasco Távara                          | Partido Aprista Peruano                | 12,829 |
| Piura              | 11      | Juan Manuel Coronado Balmaceda                       | Partido Aprista Peruano                | 10,902 |
| Piura              | 11      | Ángel Rodrigo Rodríguez Bazán Díaz                   | Partido Aprista Peruano                | 10,286 |
| Piura              | 11      | Antonio José Acha Valdiviezo                         | Partido Aprista Peruano                | 8,772  |
| Piura              | 11      | César Trelles Lara                                   | Partido Aprista Peruano                | 8,554  |
| Piura              | 11      | Robespierre Bayona Amaya                             | Izquierda Unida                        | 19,287 |
| Piura              | 11      | Eriberto Arroyo Mío                                  | Izquierda Unida                        | 12,272 |
| Piura              | 11      | Óscar Teobaldo Niño Celi                             | Izquierda Unida                        | 12,044 |
| Piura              | 11      | Alfredo Chunga Ramírez                               | Acción Popular                         | 4,957  |
| Puno               | 8       | Jaime Eloy Ardiles Franco                            | Izquierda Unida                        | 21,260 |
| Puno               | 8       | Rolando Ávila Díaz                                   | Izquierda Unida                        | 9,562  |
| Puno               | 8       | Alberto Eugenio Quintanilla Chacón                   | Izquierda Unida                        | 8,627  |
| Puno               | 8       | Pedro Reynaldo Cáceres Velásquez                     | Izquierda Nacionalista                 | 17,134 |
| Puno               | 8       | José Luis Lescano Palomino                           | Partido Aprista Peruano                | 11,512 |
| Puno               | 8       | Juan Alberto Pizarro Pizarro                         | Partido Aprista Peruano                | 5,943  |
| Puno               | 8       | Guido Arnaldo Cortez Gómez                           | Partido Aprista Peruano                | 6,602  |
| Puno               | 8       | Carlos Roberto Aramayo Pinazo                        | Acción Popular                         | 7,769  |
| San Martín         | 3       | Rafael Linares Bensimón                              | Partido Aprista Peruano                | 14,485 |
| San Martín         | 3       | Nicolás Díaz Dávila                                  | Partido Aprista Peruano                | 13,851 |
| San Martín         | 3       | Blanca María Rocha Díaz de Janz                      | Acción Popular                         | 12,468 |
| Tacna              | 2       | Marcial Henry Rondinel Cornejo                       | Izquierda Unida                        | 9,233  |
| Tacna              | 2       | Grover Germán Pango Vildoso                          | Partido Aprista Peruano                | 8,884  |
| Tumbes             | 1       | Carlos Felix de la Fuente Chávez González            | Partido Aprista Peruano                | 13,919 |
| Ucayali            | 2       | Jorge Enrique Alegría Haya                           | Partido Aprista Peruano                | 14,085 |
| Ucayali            | 2       | Luis Ibazeta Zegarra                                 | Partido Aprista Peruano                | 4,840  |

### Senadores
| Distrito Electoral | Escaños | Senadores electos                                           | Partido                  | Votos   |
| ------------------ | ------- | ----------------------------------------------------------- | ------------------------ | ------- |
| Distrito Único     | 60      | Luis Alberto Sánchez Sánchez                                | Partido Aprista Peruano  | 436,314 |
| Distrito Único     | 60      | Armando Villanueva del Campo                                | Partido Aprista Peruano  | 191,886 |
| Distrito Único     | 60      | Javier Maximiliano Hipólito Valle-Riestra González-Olaechea | Partido Aprista Peruano  | 123,859 |
| Distrito Único     | 60      | Javier Edilberto Silva Ruete                                | Partido Aprista Peruano  | 116,478 |
| Distrito Único     | 60      | Jorge Bernardo Torres Vallejo                               | Partido Aprista Peruano  | 110,032 |
| Distrito Único     | 60      | Ramiro Prialé Prialé                                        | Partido Aprista Peruano  | 70,029  |
| Distrito Único     | 60      | Carlos Enrique Melgar López                                 | Partido Aprista Peruano  | 63,474  |
| Distrito Único     | 60      | Guillermo Augusto Larco Cox                                 | Partido Aprista Peruano  | 46,189  |
| Distrito Único     | 60      | Alfredo Agustín Santa María Calderón                        | Partido Aprista Peruano  | 39,695  |
| Distrito Único     | 60      | Justo Enrique Debarbieri Riojas                             | Partido Aprista Peruano  | 28,775  |
| Distrito Único     | 60      | Ramón Ponce de León Blondet                                 | Partido Aprista Peruano  | 25,338  |
| Distrito Único     | 60      | Jorge Sixto Lozada Stanbury                                 | Partido Aprista Peruano  | 22,997  |
| Distrito Único     | 60      | César Augusto Delgado Barreto                               | Partido Aprista Peruano  | 22,918  |
| Distrito Único     | 60      | Juana Castro Zegarra                                        | Partido Aprista Peruano  | 22,740  |
| Distrito Único     | 60      | César Eleodoro Robles Freyre                                | Partido Aprista Peruano  | 21,648  |
| Distrito Único     | 60      | José Luis Felipe de las Casas Grieve                        | Partido Aprista Peruano  | 20,907  |
| Distrito Único     | 60      | Luis Lastenio Morales Costa                                 | Partido Aprista Peruano  | 20,605  |
| Distrito Único     | 60      | Humberto Carranza Piedra                                    | Partido Aprista Peruano  | 20,403  |
| Distrito Único     | 60      | Raúl Acosta Rengifo                                         | Partido Aprista Peruano  | 20,004  |
| Distrito Único     | 60      | José Ernesto Linares Gallo                                  | Partido Aprista Peruano  | 19,72   |
| Distrito Único     | 60      | Josmell A. Muñóz Córdova                                    | Partido Aprista Peruano  | 19,067  |
| Distrito Único     | 60      | Judith de la Mata Fernández de la Puente                    | Partido Aprista Peruano  | 18,153  |
| Distrito Único     | 60      | Eugenio Chang Cruz                                          | Partido Aprista Peruano  | 18,069  |
| Distrito Único     | 60      | Jose Ferreira Garcia                                        | Partido Aprista Peruano  | 18,027  |
| Distrito Único     | 60      | Alfonso Rómulo Ramos Alva                                   | Partido Aprista Peruano  | 17,585  |
| Distrito Único     | 60      | Romualdo Gustavo Biaggi Rodríguez                           | Partido Aprista Peruano  | 16,757  |
| Distrito Único     | 60      | Esteban Ampuero Oyarce                                      | Partido Aprista Peruano  | 16,718  |
| Distrito Único     | 60      | René Núñez del Prado Cruz                                   | Partido Aprista Peruano  | 15,484  |
| Distrito Único     | 60      | Andrés Quintana-Gurt Sara                                   | Partido Aprista Peruano  | 15,387  |
| Distrito Único     | 60      | Adolfo Guevara Velasco                                      | Partido Aprista Peruano  | 15,179  |
| Distrito Único     | 60      | Urbino Bacilio Venancio Julve Ciriaco                       | Partido Aprista Peruano  | 14,725  |
| Distrito Único     | 60      | Rafael Augusto Eguren Ordosgoitia                           | Partido Aprista Peruano  | 13,870  |
| Distrito Único     | 60      | Javier Ernesto Diez-Canseco Cisneros                        | Izquierda Unida          | 191,950 |
| Distrito Único     | 60      | Jorge del Prado Chávez                                      | Izquierda Unida          | 183,022 |
| Distrito Único     | 60      | Rolando Rubén Breña Pantoja                                 | Izquierda Unida          | 122,000 |
| Distrito Único     | 60      | Enrique Martín Bernales Ballesteros                         | Izquierda Unida          | 111,808 |
| Distrito Único     | 60      | Gustavo Mohme Llona                                         | Izquierda Unida          | 52,939  |
| Distrito Único     | 60      | Valentín Pacho Quispe                                       | Izquierda Unida          | 52,223  |
| Distrito Único     | 60      | Miguel Ángel Mufarech Nemy                                  | Izquierda Unida          | 51,433  |
| Distrito Único     | 60      | César Augusto Rojas Huaroto                                 | Izquierda Unida          | 48,814  |
| Distrito Único     | 60      | Carlos Alberto Malpica Silva-Santisteban                    | Izquierda Unida          | 45,747  |
| Distrito Único     | 60      | Andrés Corcino Luna Vargas                                  | Izquierda Unida          | 33,450  |
| Distrito Único     | 60      | Luis Nieto Miranda                                          | Izquierda Unida          | 31,751  |
| Distrito Único     | 60      | Rolando Lorenzo Ames Cobián                                 | Izquierda Unida          | 30,090  |
| Distrito Único     | 60      | Genaro Alfonso Ledesma Izquieta                             | Izquierda Unida          | 29,662  |
| Distrito Único     | 60      | Jorge Fernández-Maldonado Solari                            | Izquierda Unida          | 15,749  |
| Distrito Único     | 60      | Segundo Edmundo Murrugarra Florián                          | Izquierda Unida          | 12,785  |
| Distrito Único     | 60      | Felipe Enrique Osterling Parodi                             | Convergencia Democrática | 121,914 |
| Distrito Único     | 60      | Andrés Townsend Ezcurra                                     | Convergencia Democrática | 106,468 |
| Distrito Único     | 60      | Enrique Chirinos Soto                                       | Convergencia Democrática | 47,967  |
| Distrito Único     | 60      | Esteban Daniel Rocca Costa                                  | Convergencia Democrática | 47,894  |
| Distrito Único     | 60      | Ernesto Fausto Juan Lanata Piaggio                          | Convergencia Democrática | 34,173  |
| Distrito Único     | 60      | José Alberto Navarro Grau                                   | Convergencia Democrática | 22,779  |
| Distrito Único     | 60      | Mario Polar Ugarteche                                       | Convergencia Democrática | 17,760  |
| Distrito Único     | 60      | Manuel Ulloa Elías                                          | Acción Popular           | 91,772  |
| Distrito Único     | 60      | Sandro Tiziano Mariátegui Chiappe                           | Acción Popular           | 39,585  |
| Distrito Único     | 60      | Gastón Rodrigo Acurio Velarde                               | Acción Popular           | 17,744  |
| Distrito Único     | 60      | Manuel Javier Díaz Orihuela                                 | Acción Popular           | 14,637  |
| Distrito Único     | 60      | Róger Enrique Cáceres Velásquez                             | Izquierda Nacionalista   | 26,002  |